# 布雷斯地区蒙勒韦勒
布雷斯地区蒙勒韦勒（法語：Montrevel-en-Bresse，法語發音：[mɔ̃(t)ʁəvɛl ɑ̃ bʁɛs]），或纯音译作蒙勒韦勒昂布雷斯、蒙特勒韦勒-昂布雷斯，是法国安省的一个市镇，位于该省西北部，属于布雷斯地区布尔格区。

## 地名
布雷斯地区蒙勒韦勒在1955年以前名為“蒙勒韦勒”（Montrevel）。

## 地理
布雷斯地区蒙勒韦勒（46°20'12"N, 5°7'42"E）面积10.27 平方千米，位于法国奥弗涅-罗讷-阿尔卑斯大区安省，该省份为法国东部省份，北起汝拉省，西北接索恩-卢瓦尔省，西接罗讷省和里昂大都会，南至伊泽尔省，东与萨瓦省、上萨瓦省和瑞士接壤。
与布雷斯地区蒙勒韦勒接壤的市镇（或旧市镇、城区）包括：雅亚、马拉夫雷塔兹、马尔索纳、圣迪迪耶多西亚、圣马丹勒沙泰勒。
布雷斯地区蒙勒韦勒的时区为UTC+01:00、UTC+02:00（夏令时）。

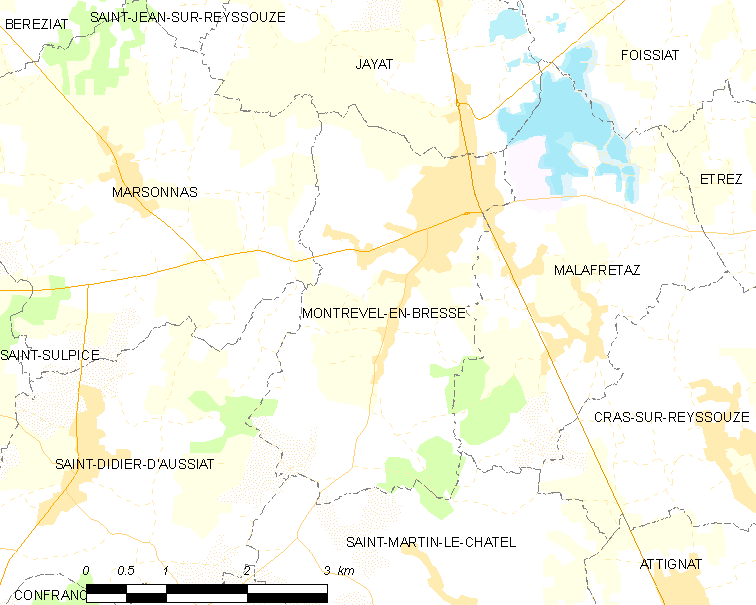
布雷斯地区蒙勒韦勒的OSM定位图

## 行政
布雷斯地区蒙勒韦勒的邮政编码为01340，INSEE市镇编码为01266。

## 政治
布雷斯地区蒙勒韦勒所属的省级选区为阿蒂尼亚县。

## 人口

1962-2008年间布雷斯地区蒙勒韦勒人口变化图示

布雷斯地区蒙勒韦勒于2022年1月1日时的人口数量为2661人。